# Delta Diraca

Schematyczne przedstawienie funkcji delta Diraca za pomocą linii zwieńczonej strzałką. Wysokość strzałki zwykle oznacza wartość dowolnej stałej multiplikatywnej, która daje obszar pod funkcją. Inną konwencją jest zapisywanie obszaru obok grotu strzałki.

Delta Diraca – obiekt matematyczny wprowadzony przez brytyjskiego fizyka teoretycznego Paula Diraca. Delta Diraca ma wiele ciekawych właściwości, jest przydatnym narzędziem w fizyce kwantowej, elektronice, mechanice i analizie matematycznej, gdzie w szczególności jest ona oryginałem dla transformaty Laplace’a {\displaystyle F(s)=1} i pochodną (w sensie dystrybucji) funkcji skokowej Heaviside’a. Współcześnie deltę Diraca definiuje się jako miarę, lub jako dystrybucję.

## Definicje

Delta Diraca jako granica (w sensie dystrybucji) ciągu rozkładów normalnych z środkiem w, dla, opisanych funkcjami

### Definicja nieformalna
Fizycy definiują zwykle deltę Diraca jako funkcję {\displaystyle \delta \colon \mathbb {R} \to {\overline {\mathbb {R} }}} taką, że:
{\displaystyle \delta (x)={\begin{cases}0,&x\neq 0\\+\infty ,&x=0\end{cases}}}
oraz
{\displaystyle {}\,\int \limits _{-\infty }^{+\infty }{\delta (x)\;dx}=1}.
W rzeczywistości taka funkcja nie istnieje. Istotnie, zgodnie z definicją całka z takiej funkcji musiałaby być równa 0 (np. całka Lebesgue’a – punkt x=0 jest zbiorem miary Lebesgue’a równym 0, co powodowałoby, że automatycznie żądana całka zamiast 1 przyjmowałaby zawsze wartość 0). Z tego powodu powyższa definicja nie jest poprawna w ramach teorii zwykłych funkcji.

### Delta Diraca jako dystrybucja
Deltę Diraca definiuje się na gruncie teorii dystrybucji, jako dystrybucję {\displaystyle \delta \colon C_{0}^{\infty }(\mathbb {R} )\to \mathbb {R} ,} tzn. funkcjonał liniowy i ciągły w sensie pewnej szczególnej topologii dany wzorem:
{\displaystyle \delta (f):=f(0)}.

### Delta Diraca jako miara
Na gruncie teorii miary deltę Diraca definiuje się jako miarę {\displaystyle \delta \colon {\mathcal {B}}(\mathbb {R} )\to \mathbb {\overline {R}} _{+}} daną wzorem:
{\displaystyle \delta (A):={\begin{cases}1,&0\in A\\0,&0\notin A\end{cases}},}
gdzie {\displaystyle {\mathcal {B}}(\mathbb {R} )} oznacza σ-ciało zbiorów borelowskich w {\displaystyle \mathbb {R} }.

## Własności delty Diraca
Ponieważ delta Diraca jest miarą, to ma sens całkowanie względem delty Diraca. 
Całkę funkcji {\displaystyle f} względem miary {\displaystyle \mu } po zbiorze {\displaystyle A} oznacza się często {\displaystyle \int _{A}f(x)\mu ({\text{d}}x)}, dlatego w dalszym ciągu będzie stosowane oznaczenie {\displaystyle \int _{\mathbb {R} }f(x)\delta ({\text{d}}x)} na całkę funkcji {\displaystyle f} względem delty Diraca po {\displaystyle \mathbb {R} .}
Delta Diraca ma następujące własności:
- {\displaystyle \int _{\mathbb {R} }f(x)\delta ({\text{d}}x)=f(0),}
- {\displaystyle \int _{\mathbb {R} }\delta ({\text{d}}x)=1.}

Dowód pierwszej własności zostanie przeprowadzony w trzech krokach.
Krok I
Gdy {\displaystyle f\colon \mathbb {R} \to \mathbb {R} _{+}} jest funkcją prostą, tzn. {\displaystyle f=\sum _{i=1}^{n}c_{i}\chi _{A_{i}},} to bez straty ogólności możemy założyć, że {\displaystyle 0\in A_{j},\ 1\leqslant j\leqslant n.} Wtedy
{\displaystyle \int _{\mathbb {R} }f(x)\delta ({\text{d}}x)=\int _{\mathbb {R} }\sum _{i=1}^{n}c_{i}\chi _{A_{i}}(x)\delta ({\text{d}}x)=\sum _{i=1}^{n}c_{i}\delta (A_{i})=c_{j}=f(0).}
Krok II
Gdy {\displaystyle f\colon \mathbb {R} \to \mathbb {R} _{+}} jest nieujemną funkcją mierzalną, to konstruujemy ciąg aproksymacyjny funkcji prostych {\displaystyle (f_{n})_{n}.} Wtedy korzystając z poprzedniego kroku
{\displaystyle \int _{\mathbb {R} }f(x)\delta ({\text{d}}x)=\lim _{n\to \infty }\int _{\mathbb {R} }f_{n}(x)\delta ({\text{d}}x)=\lim _{n\to \infty }f_{n}(0)=f(0).}
Krok III
Gdy {\displaystyle f\colon \mathbb {R} \to \mathbb {R} } jest dowolną funkcją mierzalną, to {\displaystyle f=f_{+}-f_{-},} gdzie
{\displaystyle f_{+}(x):={\begin{cases}f(x),&f(x)\geqslant 0\\0,&f(x)<0\end{cases}},}
oraz
{\displaystyle f_{-}(x):={\begin{cases}-f(x),&f(x)<0\\0,&f(x)\geqslant 0\end{cases}}.}
Wówczas, korzystając z poprzedniego kroku
{\displaystyle \int _{\mathbb {R} }f(x)\delta ({\text{d}}x)=\int _{\mathbb {R} }f_{+}(x)\delta ({\text{d}}x)-\int _{\mathbb {R} }f_{-}(x)\delta ({\text{d}}x)=f_{+}(0)-f_{-}(0)=f(0),}
co kończy dowód.
W szczególności kładąc {\displaystyle f\equiv 1} otrzymuje się
{\displaystyle \int _{\mathbb {R} }\delta ({\text{d}}x)=1.}
Definicję delty Diraca można nieco uogólnić definiując ją jako miarę {\displaystyle \delta _{a}\colon {\mathcal {B}}(\mathbb {R} )\to \mathbb {R} _{+}} daną wzorem
{\displaystyle \delta _{a}(A):={\begin{cases}1,&a\in A\\0,&a\notin A\end{cases}}.}
Wówczas
{\displaystyle \int _{\mathbb {R} }f(x)\delta _{a}({\text{d}}x)=f(a).}

## Zastosowania
W rachunku prawdopodobieństwa delta Diraca {\displaystyle \delta _{a}} jest rozkładem prawdopodobieństwa zmiennej losowej {\displaystyle X} takiej, że {\displaystyle P(X=a)=1}.
Delta Diraca w fizyce jest używana do przedstawienia bardzo krótkiego impulsu o jednostkowym polu (np. przenoszącego jednostkowy ładunek elektryczny), a w statyce – do reprezentowania sił punktowo obciążających belkę (np. w punktach podparcia). W przypadkach tych, delta Diraca jest matematycznym modelem nierealizowalnego fizycznie, nieskończenie wąskiego impulsu występującego w chwili {\displaystyle t=0,} o nieskończenie dużej amplitudzie i polu równym 1.